# ジャレッド・ジェフリーズ
ジャレッド・ジェフリーズ（Jared Scott Carter Jeffries、1981年11月25日 - ）はアメリカ合衆国インディアナ州ブルーミントン出身のバスケットボール選手。NBAのニューヨーク・ニックスなどでプレーし、現在はデンバー・ナゲッツのプロ部門担当ディレクターを務めている。ポジションはパワーフォワード。

## 経歴
2002年のNBAドラフトでワシントン・ウィザーズから全体11位で指名されてNBA入り。大学時代はシューティングガードとして活躍していたが、プロ入り後はチーム事情により主にスモールフォワードとして起用されるようになった。
2006年8月8日、ニューヨーク・ニックスに移籍。シーズン開幕直前に腕を怪我し、23試合の欠場を余儀なくされた。復帰後の12月16日、今度はデンバー・ナゲッツ戦にて乱闘に巻き込まれ、4試合の出場停止処分を受けた。
2010年､2月18日､ジョーダン・ヒルとともに､トレイシー・マグレディと交換トレードで､ヒューストン・ロケッツへ移籍した。
2011-12シーズンは古巣のニューヨーク・ニックスでプレーした。
2012年7月、ポートランド・トレイルブレイザーズに移籍した。

## プレイスタイル
全てのポジションをこなせるオールラウンダー。211cmという長身であることから、スモールフォワード、パワーフォワード、センターなどで起用されることが多いが、元々はガードとしてプレイしていた為、ボールハンドリングにも優れる。ガードとして起用される時は、容易に身長差によるミスマッチを誘発させることが出来る。ディフェンス力があり、2006年にウィザーズがプレイオフでクリーブランド・キャバリアーズと対戦した時は、相手のエース、レブロン・ジェームズを封じ込めるために投入され、上背を生かした守備でレブロンを苦しめた。
ニックス移籍後は、チームで唯一積極的にディフェンスをするプレイヤーとして期待された。一方で大学時代はエースとして活躍していたにもかかわらず、得点力は全くと言っていいほど期待されず、スリーポイント、フリースローなどは苦手としている。

## 個人成績

### NBAレギュラーシーズン
| シーズン | チーム | GP  | GS  | MPG  | FG%  | 3P%  | FT%  | RPG | APG | SPG | BPG | TO   | PPG |
| -------- | ------ | --- | --- | ---- | ---- | ---- | ---- | --- | --- | --- | --- | ---- | --- |
| 2002–03  | WAS    | 20  | 1   | 14.6 | .476 | .500 | .552 | 2.9 | .8  | .4  | .2  | 1.05 | 4.0 |
| 2003–04  | WAS    | 82  | 38  | 23.3 | .377 | .167 | .614 | 5.2 | 1.1 | .6  | .3  | 1.30 | 5.7 |
| 2004–05  | WAS    | 77  | 71  | 26.1 | .468 | .314 | .584 | 4.9 | 2.0 | .9  | .4  | 1.48 | 6.8 |
| 2005–06  | WAS    | 77  | 77  | 25.3 | .451 | .320 | .589 | 4.9 | 1.9 | .8  | .6  | 1.29 | 6.4 |
| 2006–07  | NYK    | 55  | 43  | 23.8 | .461 | .100 | .456 | 4.3 | 1.2 | .8  | .6  | 1.11 | 4.1 |
| 2007–08  | NYK    | 73  | 19  | 18.2 | .400 | .160 | .527 | 3.3 | .9  | .5  | .3  | 0.88 | 3.7 |
| Career   |        | 384 | 249 | 22.9 | .431 | .253 | .571 | 4.5 | 1.4 | .7  | .4  | 1.24 | 5.3 |

### NBAプレーオフ
| シーズン | チーム | GP | GS | MPG  | FG%  | 3P%  | FT%  | RPG | APG | SPG | BPG | TO   | PPG |
| -------- | ------ | -- | -- | ---- | ---- | ---- | ---- | --- | --- | --- | --- | ---- | --- |
| 2004–05  | WAS    | 10 | 10 | 24.7 | .490 | .500 | .765 | 4.1 | 1.8 | .9  | .9  | 1.30 | 6.4 |
| 2005–06  | WAS    | 6  | 6  | 35.8 | .395 | .143 | .765 | 6.2 | 1.5 | .2  | 1.2 | 1.83 | 8.0 |
| Career   |        | 16 | 16 | 28.9 | .446 | .308 | .765 | 4.9 | 1.7 | .6  | 1.0 | 1.50 | 7.0 |